# Katerînivka, Kremeneț
Katerînivka (în ucraineană Катеринівка) este localitatea de reședință a comunei Katerînivka din raionul Kremeneț, regiunea Ternopil, Ucraina.

## Demografie
Componența lingvistică a localității Katerînivka
     Ucraineană (99,49%)
     Alte limbi (0,51%)
Conform recensământului din 2001, majoritatea populației localității Katerînivka era vorbitoare de ucraineană (99,49%), existând în minoritate și vorbitori de alte limbi.